# Oscs
|  | Per a la llengua de la Itàlia central vegeu Osc |

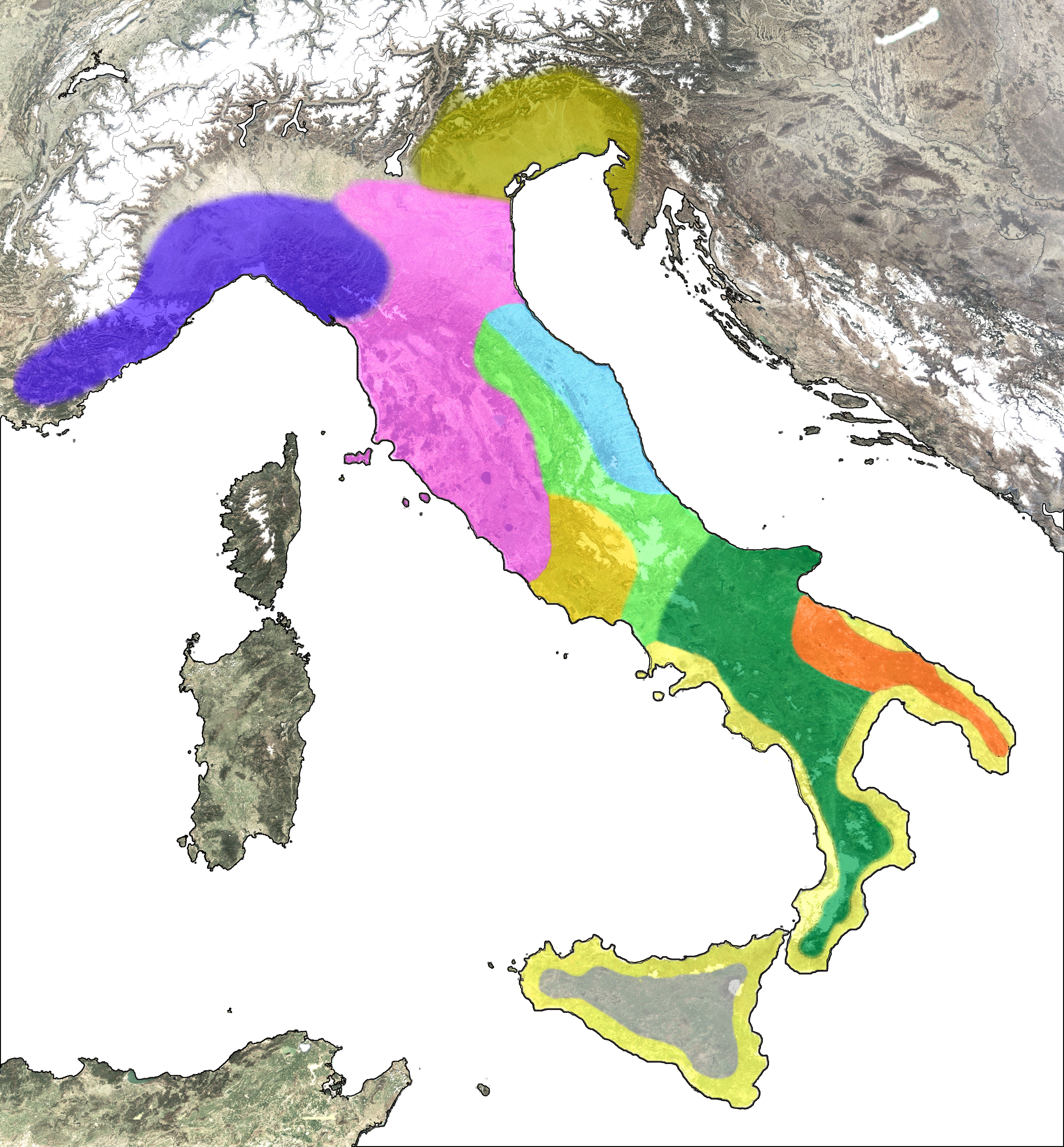
Els pobles itàlics als inicis de l'edat del ferro
oscs
lígurs
vènets
etruscs
picentins
umbres
llatins
messapis
grecs
sículs

Els oscs (en llatí, osci o opici, en grec Ὀπικοί, opikoi) van ser una nació de la Itàlia central que va dominar bona part de la península. Els seus orígens es remunten al Neolític i acabaren sent assimilats pels samnites al segle v aC. Els oscs o opics van dominar els pobles sabèl·lics que vivien al nord del territori osc i van formar una nova nació. La llengua dels samnites es va integrar llavors en el grup oscà.

## Les fonts documentals antigues
Segons Aristòtil, els opici vivien a la part de la mar Tirrena i se'ls anomenava també Ausones.Antíoc de Siracusa també deia que els oscs i els ausons eren el mateix poble, però els situava a la Campània.Estrabó, tot i ser el principal compilador de fragments d'Antíoc, en distingeix els dos grups i explica que els osci s'havien extingit però que els romans encara feien servir el seu dialecte com a llenguatge literari i que la «gran mar» a prop de Sicília encara es deia Ausonia malgrat que els ausons mai havien habitat a la vora d'aquesta costa.Una variant d'aquest nom era aurunci, pel fenomen fonètic de substitució del de la [s] pel de la [r], típic del llatí. L'evolució del gentilici va anar de la següent manera: Ausuni> Auruni> Aurunici> Aurunci. Potser van ser una mateixa ètnia a començaments de la República Romana, però al segle iv aC els noms es van aplicar a tribus diferents.

## Segons els historiadors moderns
No s'ha pogut establir amb certesa l'origen dels oscs. Es creu que el poblament de la península Itàlica pels indoeuropeus es va produir en dues etapes: una primera al segon mil·lenni abans de Crist pels italiotes (Ὶταλιῶται, Italiōtai) que van fundar entre d'altres la civilització dels terramarnes, i una segona onada migratòria vers l'any 1000 aC que va crear la civilització dels vil·lanovans. La primera migració correspondria lingüísticament a l'establiment dels pobles dels subgrup de les llengües itàliques: el llatí, el falisc i el sícul; mentre que la segona migració correspondria al grup osco-umbre, cosa que explica les diferències entre l'oscà i el llatí.
Establerts a la Campània preromana cap a finals del segle v aC, van adoptar l'alfabet etrusc i durant el segle v aC van ser assimilats pels samnites i, juntament a ells van ser incorporats a la República Romana després de la batalla de Sentínum en el context de les guerres samnites.

## Costums dels oscs
L'organització familiar devia ser del tipus patriarcal. Els oscs construïen cabanes per viure-hi i feien servir recipients d'argila fets a mà, assecada al sol o bé cuita al foc. Aquests atuells els decoraven abans de posar a coure amb dibuixos lineal fets rascant el material amb un punxó o amb qualsevol objecte que permetés fer incisions mentre estava encara tendra. Aquesta mena de ceràmica rudimentària és el testimoni de tècniques que es remunten al Neolític.
La seva principal activitat econòmica era l'agricultura. Empraven mitjans primitius i conreaven petites parcel·les, properes a les cabanes. La unitat de mesura per la superfície era el vorsus, equivalent a 8.640 peus romans quadrats. Aquesta informació ha permès que Heinrich Nissen donar al peu osc el valor de 0,2749 m². Es creu que també practicaven la ramaderia i la pesca als rius. Això és el que se suposa per lesrestes de plats que s'han trobat decorats amb motius de pesca.
Per als seus difunts, els oscs practicaven la inhumació. Les tombes les feien amb tuf, emprant un taüt de terra cuita o fent un túmul en forma de cabana. Els mancava el concepte de necròpolis, les tombes les arrengleraven al llarg dels camins que anaven d'una casa a l'altra. La religió devia ser força simple, basada en el culte als elements naturals, com ara la terra o el sol connectés. Veneraven Mater Matuta, la deessa de la fecunditat. Una estatueta que la representa es conserva al Museu de la Campània, a Càpua. La vida dels oscs començà a evolucionar a partir del segle viii aC, quan les colònies gregues començaren a instal·lar-se en la seva rodalia. La penetració de la civilització grega fou pacífica i progressiva. Els intercanvis entre les dues civilitzacions va fer desenvolupar l'activitat econòmica, essencialment pel que fa a l'agricultura, i els oscs van adoptar els estris i mètodes de treball grecs, que eren més avançats. Un exemple és el caracutium, una mena de carretó amb rodes molt grosses per a poder anar per terrenys humits sense quedar-ne enclavat.
Els productes manufacturats grecs, molt refinats, acabaren per formar part de la vida quotidiana dels oscs i això els va impulsar a crear aglomeracions urbanes. Es coneixen: Liternum, a prop de la costa per tal de facilitar els intercanvis comercials; Atella, en la regió agrícola a prop del riu Clanio; i Càpua.

## Organització política
No se'n pot parlar d'un estat osc, de fet no hi ha rastre d'un poder polític central, sinó més aviat de federacions osques, de les que n'hi van haver fins a tres. La ciutat de Càpua, cap a l'any 216 aC exercia una forta influència, semblant al concepte de capital, i va encapçalar per un temps la federació osca, en competició en importància amb la ciutat de Roma.

## Llengua
S'han trobat algunes inscripcions en oscà:
- La Tabula Bantina, una tauleta de bronze trobada a Bantina, entre la Pulla (Apulia) i Lucània. Conté, per un costat les ordenances de la ciutat de Bantina i per l'altre una llei romana. Es conserva al Museu de Nàpols.
- El Cippus Abellanos, inscripció trobada a Avella, a la Campània (un tractat entre Nola i Avella).
- La tauleta d'Agnone, una tauleta de bronze trobada a Agnone, al nord del Samni. Conté informació sobre un lloc sagrat. Es conserva al Museu Britànic.
- Monedes i inscripcions menors.

La llengua dels oscs es parlava a Campània i al Samni, a la terra dels hirpins i frentans, i al nord d'Apulia i fins als límits del Brútium. La llengua es va parlar molt després de la conquesta romana. El dramaturg Titini fa al·lusió a aquesta llengua com d'ús comú l'any 170 aC i monedes del segle i aC encara apareixen en aquesta llengua. Probablement, va desaparèixer progressivament després de l'atorgament de la ciutadania romana als pobles itàlics, però als llocs més apartats es va conservar encara durant l'imperi, almenys fins al segle ii.